# Ska
Ska er en musikstil, der blev dannet i Jamaica i 1950'erne. Det er en blanding af jazz og R&B fra USA tilsat Jamaicanske rytmer. Det karakteristiske ved ska, er dets såkaldte off-beat, som gennemgik en udvikling fra et næmest jazzet opslag, som var fremme på slagene, til et fast opslag, som lå på 2 og-slaget.

## Historie
Der er mange bud på, hvordan skamusikken opstod, men et synes ret plausibelt: At det var en reaktion på popmusikken fra USA, som for alvor brød igennem i 1950'erne. 
En af de første skasange blev skrevet af pianisten Theophilus Beckford. Sangen blev kendt på Jamaica, og gruppen, der spillede sammen med Theophilus Beckford, fortsatte da med det. De spillede som opbakning for nogle andre sangere, der ville indspille ska i det allerede dengang legendariske Federal Studios. De blev senere kendt som The Skatalites.

## Bølgerne
Man snakker om tre bølger i skas historie. Altså tre forskellige fremstød for musikken.

### Første bølge
Den første bølge, også kaldet "1. Wave", er den oprindelige jamaicanske ska. Som sagt kom de første spæde skagrupper til live i slutningen af 50'erne, hvorefter genren voksede sig stor op gennem 60'erne. Den opstod som et møde mellem jamaicanske genrer som calypso og mento på den ene side, og på den anden side jazz og R'n'B fra USA. Genrerne rocksteady og reggae er afarter af den jamaicanske ska. Da den kom til England sammen med de mange jamaicanske indvandrere i starten af 1960'erne, blev den straks taget til sig af de engelske mods og senere "skinheads". Mange af de store jamaicanske ska-sangere som Laurel Aitken og Desmond Dekker flyttede til England for at lave musik der. Specielt Desmond Dekker opnåede stor succes. Blandt andet med top-singlerne 007 Shanty Town og The Israelites.

### Anden bølge
"2. Wave" er en bølge, der opstod i 1970'ernes England med musikgrupper som The Specials, Madness og The Selecter. Denne form for ska kaldes også "Two Tone" (Engelsk = to-tone). Navnet refererer til musikkens primitive opbygning (to toner), men siges også at beskrive mødet mellem to racer, Jamaicas sorte og Englands hvide.[kilde mangler]
Den 2. bølge er den bølge, der blev mest populær. I England var ska på det tidspunkt ret kendt, og der var fulde huse, når de store grupper spillede. Sammen med denne bølge oplevede "skinhead"-, "rudeboy"- og modkulturen en massiv fremgang, og disse subkulturer var også en af de største grunde til "two-tones" store fremgang.

### Tredje bølge
"3. Wave" er den seneste bølge af ska. Den forgrenede sig i tre retninger: 

#### Amerikansk Punk-Ska
Den californiske musikscene står model til denne. Musikgrupper som de nedenfor nævnte dannede en ny bølge af ska:
- Operation Ivy
- Less than Jake
- Let's Go Bowling
- Reel Big Fish
- Five Iron Frenzy

Denne hurtige punk-ska-bølge bliver kaldt "High-School"-ska, grundet at den hurtigt blev populær at spille på diverse "High-Schools" rundt omkring i USA.

#### Hollandsk og tysk punk-ska
Denne form for ska er en fortolkning af den punk-ska,man kender fra USA. Den er en smule anderledes; en smule mere melodisk og punket på en anden måde end den originale. Der er mere humor og rigtig meget af den danske ska er inspireret af denne tysk-hollandske ska.

#### New-Yorker ska
Den sidste forgrening er New-Yorker ska. Her tages der udgangspunkt i den første bølge inden for ska. Dog, som navnet antyder, efter USAs tradition, hvor 50'ernes og 60'ernes "doo wop", swing og rythm'n'blues er hovedinspirationskilder.
- The Slackers
- The Toasters
- Skavoovie & The Epitones
- Hepcat

## Dansk ska
Inden for dansk ska kan som de største navne nævnes:
- Furillo
- Skalar
- Duck Soup
- Von Dü
- Babylove and the van Dangos
- Napoleon Solo
- Pato
- Chakawoo
- Niels Klapper Fisken
- The Understudies

Der er dog også en del nye grupper, hovedsageligt fra København og resten af Sjælland. Af disse kan bl.a. nævnes:
- Skatol
- The Skandals
- The Skallywags
- Skarn
- Traphiklys
- Teknisk Uheld
- Radio Skaga
- Ruca
- Pix Lips
- LARICA
- Det folkelige Kapel (laver ska/punk)
- Plectrum Pete
- Orange Whip

## Andre ska-udøvere
De følgende musikere og bands har bl.a. ska som stil.
- Leningrad - band fra Sankt Petersborg